# Delingsdorf
Delingsdorf (en baix alemany Deinsdörp) és un municipi de l'estat de Slesvig-Holstein a Alemanya a l'amt de Siek al districte de Stormarn i a l'Àrea metropolitana d'Hamburg. L'1 de juny de 2011 tenia 2168 habitants.
És un municipi rural del qual l'activitat econòmica principal és l'agricultura. A Delingsdorf es troba el mas Glantz, una de les explotacions més grans de maduixes i d'espàrrecs d'Alemanya. També és conegut pel seu criador de cavalls.

## Història
El poble està documentat des del 1327 com Dedelmestorpe quan el comte Joan de Holstein i Stormarn va bescanviar unes terres amb el monestir de Reinfeld. El nom prové probablement d'un nom fràncic Dedelow. Del 1389 el poble paga delmes al capítol d'Hamburg. El 1475 es va vendre a la família Heest de Tremsbüttel. A l'edat mitjana Delingsdorf constava principalment de boscs i de boscs humits al marge del Strusbek, que a poc a poc van arrabassar-se per a crear terres de conreu.
La carretera principal sempre va ser un eix important pel comerç entre Hamburg, Lübeck i Oldesloe. El govern danès va rectificar-la i empedrar-la el 1843. El 1864 passà a Prússia. Després de la Segona Guerra Mundial molts hamburguesos i persones desplaçades dels territoris que Alemanya va haver de cedir a Polònia van establir-s'hi.

La til·la de la pau del 1871
El carrer major B75
La vall de l'Strusbek
L'estany del poble